# Jordi (álbum)
Jordi (estilizado em letras maiúsculas) é o sétimo álbum de estúdio da banda estadunidense Maroon 5, lançado em 11 de junho de 2021 através da 222, Interscope e Polydor Records. O álbum conta com participações de Megan Thee Stallion, Blackbear, Stevie Nicks, Bantu, H.E.R., YG, e dos rappers Juice Wrld e Nipsey Hussle. A edição deluxe do álbum apresenta participações de Anuel AA, Tainy e Jason Derulo.
O álbum é intitulado em homenagem ao falecido empresário da banda, Jordan Feldstein, a quem o vocalista da banda, Adam Levine, se referiu como "Jordi". O álbum é o primeiro a não contar com o baixista Mickey Madden, após sua saída da banda em 2020.

## Antecedentes
Em dezembro de 2017, o empresário da banda e amigo de infância de Levine, Jordan Feldstein, morreu de ataque cardíaco aos 40 anos. Dois anos depois, a banda dedicou a canção "Memories" a ele. A canção se tornou um sucesso mundial. Em 3 de março, a banda anunciou que terminaram de gravar o álbum. O álbum foi anunciado e colocado para pré-venda em 29 de abril de 2021.

## Singles
O álbum é procedido por dois singles. O primeiro single, "Nobody's Love", foi lançado em 24 de julho de 2020. A canção foi inspirada na pandemia de COVID-19 e nos protestos de George Floyd. A canção atingiu a posição 41 e 119 na Billboard Hot 100 dos Estados Unidos e na Billboard Global 200, respectivamente. O segundo single, "Beautiful Mistakes", com a participação da rapper norte-americana Megan Thee Stallion, foi lançado em 3 de março de 2021, com um lyric video lançado no mesmo dia. O videoclipe oficial foi lançado em 12 de março de 2021, e foi dirigido por Sophie Muller. A canção atingiu a posição 18 e 26 na Billboard Hot 100 e Global 200, respectivamente.

## Lista de faixas
| Jordi – edição padrão |                                                     | |                                                                                        |         |  |
| N.º                   | Título                                              | Compositor(es)                                                                                                   | Produtor(es)                                                                           | Duração |  |
| 1.                    | "Beautiful Mistakes" (com Megan Thee Stallion)      | Adam Levine Megan Pete Jacob Kasher Hindlin Joseph Kirkland Andrew Goldstein Matthew Musto                       | Andrew Goldstein Blackbear Noah "Mailbox" Passovoy [v]                                 | 3:47    |  |
| 2.                    | "Lost"                                              | Levine Hindlin Michael Pollack Jonathan Bellion Alexander Izquierdo Stefan Johnson Jordan K. Johnson             | The Monsters & Strangerz [m] Gian Stone [v] Passovoy [v]                               | 2:52    |  |
| 3.                    | "Echo" (com part. de Blackbear)                     | Levine Musto Jake Torrey Sam Roman Henry Walter Pollack                                                          | Cirkut Pollack [a] Goldstein [v] Passovoy [v]                                          | 2:58    |  |
| 4.                    | "Lovesick"                                          | Levine Hindlin John Sudduth Goldstein Gabe Simon                                                                 | Mikky Ekko Goldstein [m] Gabe Simon Passovoy [v]                                       | 3:05    |  |
| 5.                    | "Remedy" (com part. de Stevie Nicks)                | Levine Brittany Hazzard Matthew Samuels Jahaan Sweet Miloš Angelov John DeBold                                   | Boi-1da Jahaan Sweet Don Mills John DeBold [m] Stone [v] Passovoy [v] Stevie Nicks [v] | 2:29    |  |
| 6.                    | "Seasons"                                           | Levine Tyree Hawkins Tyshane Thompson Keegan Bach Blake Slatkin Giorgio Ligeon Nathan Butts                      | Beam KBeazy Blake Slatkin Dutchboi Nathan Butts Passovoy [v]                           | 2:48    |  |
| 7.                    | "One Light" (com part. de Bantu)                    | Levine Tinashe Sibanda Philip Kembo Hindlin Ant Clemons Kirsten Urbas Walter Cameron Breithaupt Miles Breithaupt | Cirkut Passovoy [a] [v] Cameron Bright [c] Father Moth [c] Bantu                       | 3:34    |  |
| 8.                    | "Convince Me Otherwise" (com H.E.R.)                | Levine Gabriella Wilson Hindlin Jerry Edouard Walter Lennon Kloser                                               | Cirkut Kid Bloom Passovoy [a] [v]                                                      | 3:07    |  |
| 9.                    | "Nobody's Love"                                     | Levine Hindlin Pollack Nija Charles Kareen Lomax Rosina Russell S. Johnson J. Johnson Ryan Ogren Brandon Hamlin  | The Monsters & Strangerz [m] Ryan OG [a] German [a] B Ham [a] Stone [v] Passovoy [v]   | 3:31    |  |
| 10.                   | "Can't Leave You Alone" (com part. de Juice Wrld)   | Levine Jarad Higgins Hindlin Andrew Wotman Louis Bell                                                            | Louis Bell [m] Andrew Watt Passovoy [v]                                                | 3:16    |  |
| 11.                   | "Memories"                                          | Levine Hindlin Bellion Pollack S. Johnson J. Johnson Vincent Ford                                                | Levine The Monsters & Strangerz [m] Stone [v] Passovoy [v]                             | 3:09    |  |
| 12.                   | "Memories" (remix, com part. de Nipsey Hussle e YG) | Levine Ermias Asghedom Keenon Jackson Hindlin Bellion Pollack S. Johnson J. Johnson Ford                         | Levine The Monsters & Strangerz [m] Stone [v] Passovoy [v]                             | 3:09    |  |
| Duração total:        | Duração total:                                      | Duração total:                                                                                                   | Duração total:                                                                         | 37:38   |  |

| Jordi – faixas bônus da edição deluxe |                                                     | |                |         |  |
| N.º                                   | Título                                              | Compositor(es) | Produtor(es)   | Duração |  |
| 13.                                   | "Button" (com part. de Anuel AA e Tainy)            | Levine Emmanuel Gazmey Santiago Marco Masís Hindlin Bellion Pollack Alejandro Borrero Ivanni Rodríguez Johnny Simpson Ricardo Lopez | Tainy          | 2:44    |  |
| 14.                                   | "Lifestyle" (Jason Derulo com part. de Adam Levine) | Derulo Levine Hindlin Amy Allen Pablo Bowman Casey Smith Natalie Salomon Kevin White Michael Woods                                  | Rice N' Peas   | 2:33    |  |
| Duração total:                        | Duração total:                                      | Duração total: | Duração total: | 43:02   |  |

## Históricos de lançamentos
| Região         | Data                | Formato(s)                    | Versão              | Gravadora(s)           | Ref.         |
| -------------- | ------------------- | ----------------------------- | ------------------- | ---------------------- | ------------ |
| Mundo          | 11 de junho de 2021 | CD download digital streaming | Padrão              | 222 Interscope Polydor | [ 11 ] [ 9 ] |
| Mundo          | 11 de junho de 2021 | Download digital streaming    | Deluxe              | 222 Interscope Polydor | [ 10 ]       |
| Estados Unidos | 11 de junho de 2021 | CD                            | Exclusiva da Target | 222 Interscope Polydor | [ 12 ]       |
| Mundo          | 25 de junho de 2021 | Cassete                       | Padrão              | 222 Interscope Polydor | [ 13 ]       |